# Schloss Weyer, Frohnleiten
Schloss Weyer är ett slott i Österrike.   Det ligger i distriktet Graz-Umgebung och förbundslandet Steiermark, i den östra delen av landet, 130 km sydväst om huvudstaden Wien. Schloss Weyer ligger 620 meter över havet.
Terrängen runt Schloss Weyer är lite bergig. Närmaste större samhälle är Leoben, 17,8 km nordväst om Schloss Weyer. 
I omgivningarna runt Schloss Weyer växer i huvudsak blandskog. Runt Schloss Weyer är det ganska tätbefolkat, med 124 invånare per kvadratkilometer.